# Filiz
Filiz ist ein türkischer weiblicher Vorname und Familienname mit der Bedeutung „der Spross“, „die Knospe“.

## Herkunft und Bedeutung
Der Vorname Filiz leitet sich von dem griechischen Wort Fylisa ab und bedeutet so viel wie Blättchen, kleiner frischer Ast, Sprosse, Keim, "die Knospe", "der Spross", "aufgehender Sprössling einer Pflanze/Blume", "der Sprössling".

## Namensträger

### Vorname
- Filiz Ahmet (* 1981), türkische Schauspielerin
- Filiz Akın (1943–2025), türkische Schauspielerin
- Filiz Gencan Akın (* 1983), türkische Juristin und Politikerin der CHP, seit April 2024 Oberbürgermeisterin von Edirne
- Filiz Demirel (* 1964), deutsch-türkische Kommunalpolitikerin
- Filiz Hyusmenova (* 1966), türkischstämmige bulgarische Politikerin
- Filiz Koç (* 1986), türkische Fußballspielerin, Model und Schauspielerin
- Filiz Koçali (* 1958), türkische Politikerin, Journalistin und Feministin
- Filiz Osmanodja (* 1996), deutsche Schachspielerin
- Filiz Penzkofer (* 1985), deutsch-türkische Autorin, Journalistin und Theaterpädagogin
- Filiz Polat (* 1978), türkischstämmige deutsche Politikerin
- Filiz Sarikaya (Ebru Polat; * 1983), türkische Pop-Sängerin
- Filiz Tasdan (* 1982), deutsche Stand-up-Komikerin
- Filiz Yerlikaya (1971–2002), türkisch-kurdische Aktivistin

### Familienname
- Atalay Filiz (* 1986), türkischer Dreifachmörder
- Azad Filiz (* 1991), türkischer Fußballspieler
- İsmail Filiz (* 1980), türkischer Schauspieler